# Пфеффель (дворянский род)
Пфеффели (фон Пфеффель, нем. von Pfeffel; Пфеффель фон Кригельштейны, нем. Pfeffel von Kriegelstein) — баварский дворянский и баронский род.

## Происхождение и история рода
Род происходит из Нойбурга-на-Дунае. История семьи была исследована в проекте телеканала Би-би-си «Кем ты себя возомнил?» («Семейная родословная»).
Семейство происходит от ночного сторожа Иоганнеса Пфеффеля (1580—1634) из Нойбурга-ан-дер-Донау. Его сын Конрад Пфеффель (родился в 1605 году), был портным в Аугсбурге и отцом пастора во Фрайбурге-им-Брайсгау Иоганна Конрада Пфеффеля (1636—1701). Сын последнего Иоганн Конрад Пфеффель (1682—1738) переехал из Фрайбурга в соседний Кольмар в Эльзасе, где в 1727 году в течение полугода занимал пост бургомистра. Он был отцом историка, юриста и дипломата Кристиана Фридриха Пфеффеля фон Кригельштейна (1726—1807) и писателя Готлиба Конрада Пфеффеля (1736—1809).
Сын Кристиана Фридриха, Кристиан Губерт Пфеффель фон Кригельштейн (1765—1834) занимал должности баварского посла в Англии и во Франции, и за свои заслуги получил от баварского короля баронский титул. Он был отцом баронессы Эрнестины Пфеффель фон Кригельштейн (1810—1894) — жены русского поэта Фёдора Тютчева, и барона Карла Максимилиана Фридриха Губерта Пфеффеля фон Кригельштейна (1811, Дрезден — 1890, Мюнхен), который женился на Каролине фон Роттенбург — внебрачной дочери принца Павла Вюртембергского.
Среди детей Карла Максимилиана был барон Кристиан Губерт Теодор Мария Карл фон Пфеффель (1843, Мюнхен — 1922), который женился на Элен Арнус де Ривьер (1862—1951). Они были родителями Марии-Луизы фон Пфеффель (1882—1944) — прабабушки премьер-министра Великобритании Бориса Джонсона, и Ивонны де Пфеффель (1883—1958) — одной из первых чемпионок Открытого чемпионата Франции в смешанном парном разряде (с Максом Декюжи).